# John Steuart Curry

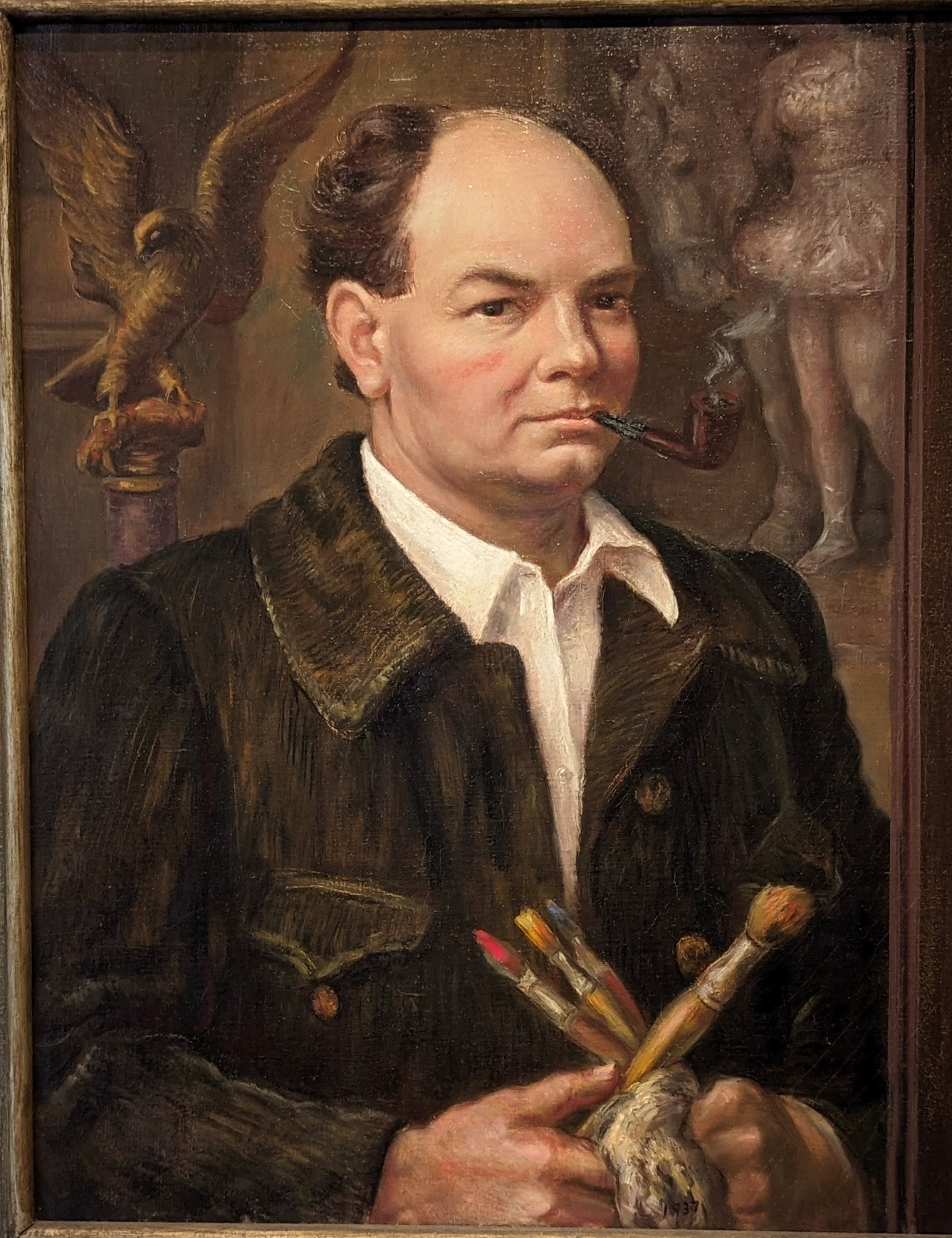
Selbstporträt von John Steuart Curry, 1937. De Young Museum, San Francisco, Kalifornien

John Steuart Curry (* 14. November 1897 in Dunavant, Kansas; † 29. August 1946 in Madison, Wisconsin) war ein US-amerikanischer Maler. Wie Grant Wood und Thomas Hart Benton war John Steuart Curry ein bedeutender amerikanischer American Scene Maler der 1930er Jahre.

## Leben
John Steuart Curry wuchs auf einer Farm in Kansas auf und zeigte schon früh künstlerisches Talent. Bereits als Kind erhielt er Zeichenunterricht, der von seiner Familie unterstützt wurde. Nach seinem Schulabschluss 1916 arbeitete er kurz für die Missouri Pacific Railroad und besuchte das Kansas City Art Institute sowie das Art Institute of Chicago. 1918 schrieb er sich am Geneva College in Pennsylvania ein. Er entschied sich für eine Karriere als Illustrator und studierte ab 1919 bei Harvey Dunn in New Jersey. Seine Arbeiten erschienen in Zeitschriften wie Saturday Evening Post und Boy’s Life. 1923 heiratete er Clara Derrick und zog nach Westport, Connecticut. 1926 gab er die Illustration auf und studierte in Paris unter anderem bei Wassili Schuchajew. Nach seiner Rückkehr nach Westport begann er, Motive des Mittleren Westens zu malen, inspiriert von seiner Heimat Kansas. Sein Werk Baptism in Kansas (1928) erregte große Aufmerksamkeit und wurde von Gertrude Vanderbilt Whitney erworben. Es folgte das berühmte Gemälde Tornado Over Kansas (1929).

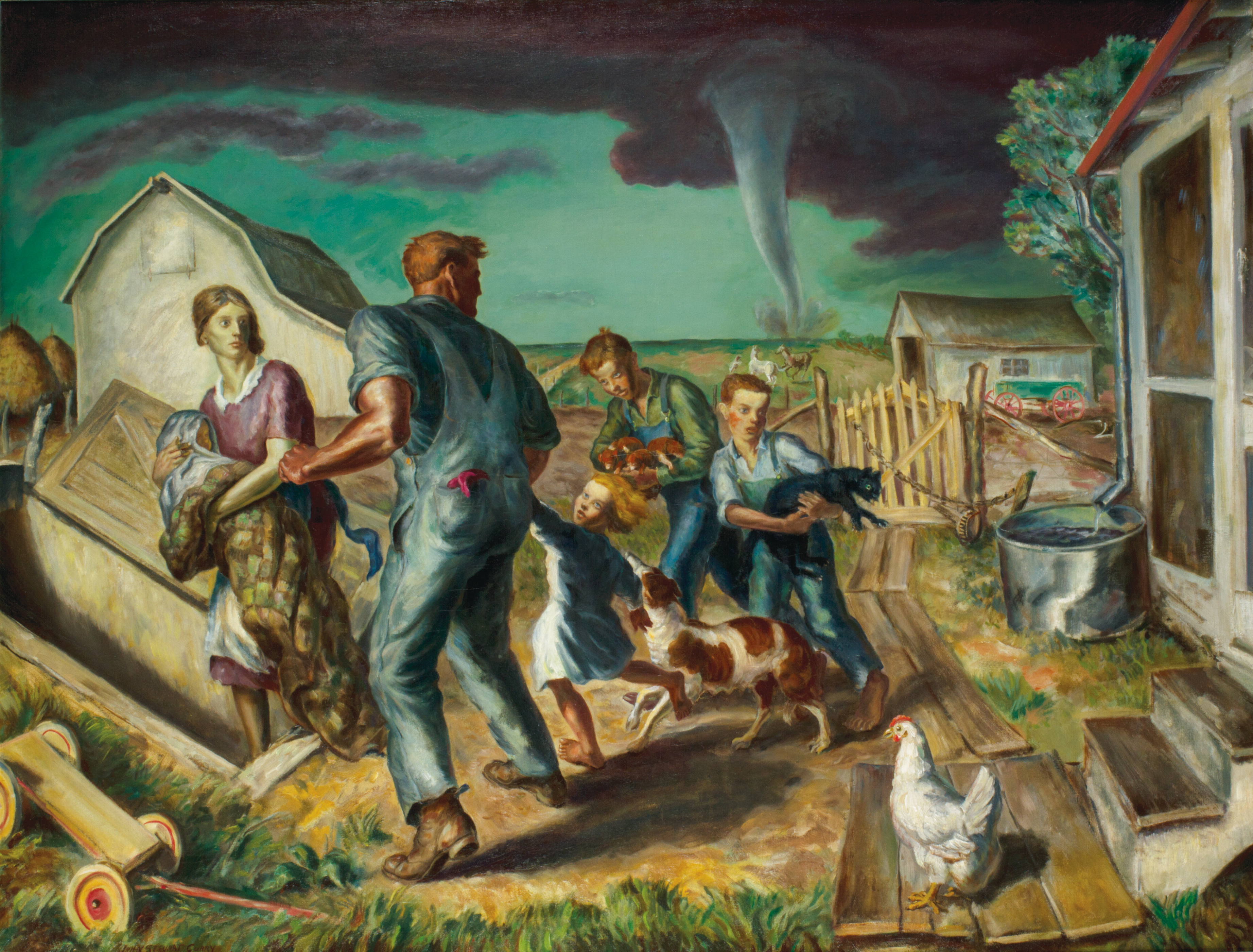
Tornado Over Kansas, 1929

Anfang der 1930er Jahre etablierte sich John Steuart Curry als führender Maler des Regionalismus. Er arbeitete mit dem Galeristen Maynard Walker zusammen, der seine Werke förderte. 1932 begleitete er für zehn Wochen den Zirkus Ringling Bros. and Barnum & Bailey Circus, um Skizzen anzufertigen. Nach dem Tod seiner ersten Frau zog er nach New York, wo er an der Cooper Union und der Art Students League unterrichtete. 1934 heiratete er Kathleen Gould Shepherd und kehrte nach Westport zurück. 1935 erhielt er vom Federal Art Project den Auftrag, Wandmalereien für das Justiz- und das Innenministerium in Washington, D.C. zu schaffen. 1936 wurde er als Artist in Residence an die University of Wisconsin in Madison berufen. Ein bedeutendes Werk aus dieser Zeit ist das Wandgemälde Tragic Prelude (1937–1942) im Capitol von Kansas, das den Abolitionisten John Brown zeigt. Aufgrund kontroverser öffentlicher Reaktionen blieb das Projekt unvollendet; Curry weigerte sich, es zu signieren, und verließ Kansas.
In den 1940er Jahren erhält John Steuart Curry zahlreiche Auszeichnungen. Sein Gemälde Wisconsin Landscape (1938–1939) gewinnt 1942 den Ankaufspreis der Ausstellung Artists for Victory im Metropolitan Museum of Art. 1943 wird er als Mitglied in die National Academy of Design aufgenommen. Er starb am 29. August 1946 in Madison an einem Schlaganfall, während er eine Retrospektive im Milwaukee Art Institute vorbereitete.

## Werk

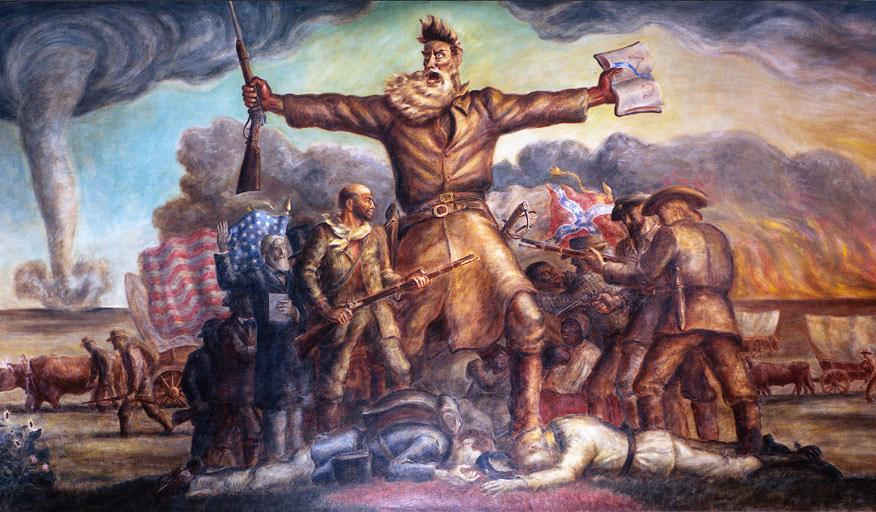
The Tragic Prelude (1937–1942)

Durch Anspielungen auf die Kunst des Klassizismus und der Renaissance verlieh Curry seinen Themen eine Ernsthaftigkeit und Bedeutung, die anderen Darstellungen des ländlichen Lebens oft fehlte. Sein Ziel war es, zeitlose Geschichten zu schaffen, die moralische Autorität ausstrahlen und die Menschen inspirieren sollten. Obwohl John Steuart Curry im Allgemeinen bukolische Szenen darstellte, haben viele von ihnen eine hinterfragende Qualität, die den sonst so einfachen Darstellungen eine Komplexität verleiht, was ihm den Vorwurf einbrachte, die Menschen in den Kleinstädten des Mittleren Westens falsch darzustellen. Dieser Aspekt seines Werks kann jedoch als Kommentar zum amerikanischen Landleben und als mehrdimensionale Sichtweise auf die bevorzugten Themen des Regionalismus gesehen werden. Obwohl Curry für seine technische Unbeholfenheit und das Fehlen eines klaren, wiedererkennbaren Stils kritisiert wurde, hat er einen ausdrucksstarken Regionalismus geschaffen, der oft die Dynamik und den Geist ländlicher Gemeinschaften verkörpert.
Zu seinen bekanntesten Werken zählen:
- Baptism in Kansas (1928), Whitney Museum of American Art, New York City.
- Tornado over Kansas (1929), Muskegon Museum of Art, Muskegon, Michigan.
- The Tragic Prelude (1937–1942), ein Wandgemälde im Kansas State Capitol, das den Abolitionisten John Brown zeigt.